# Liste des villes de la Province du Nord, Sri Lanka

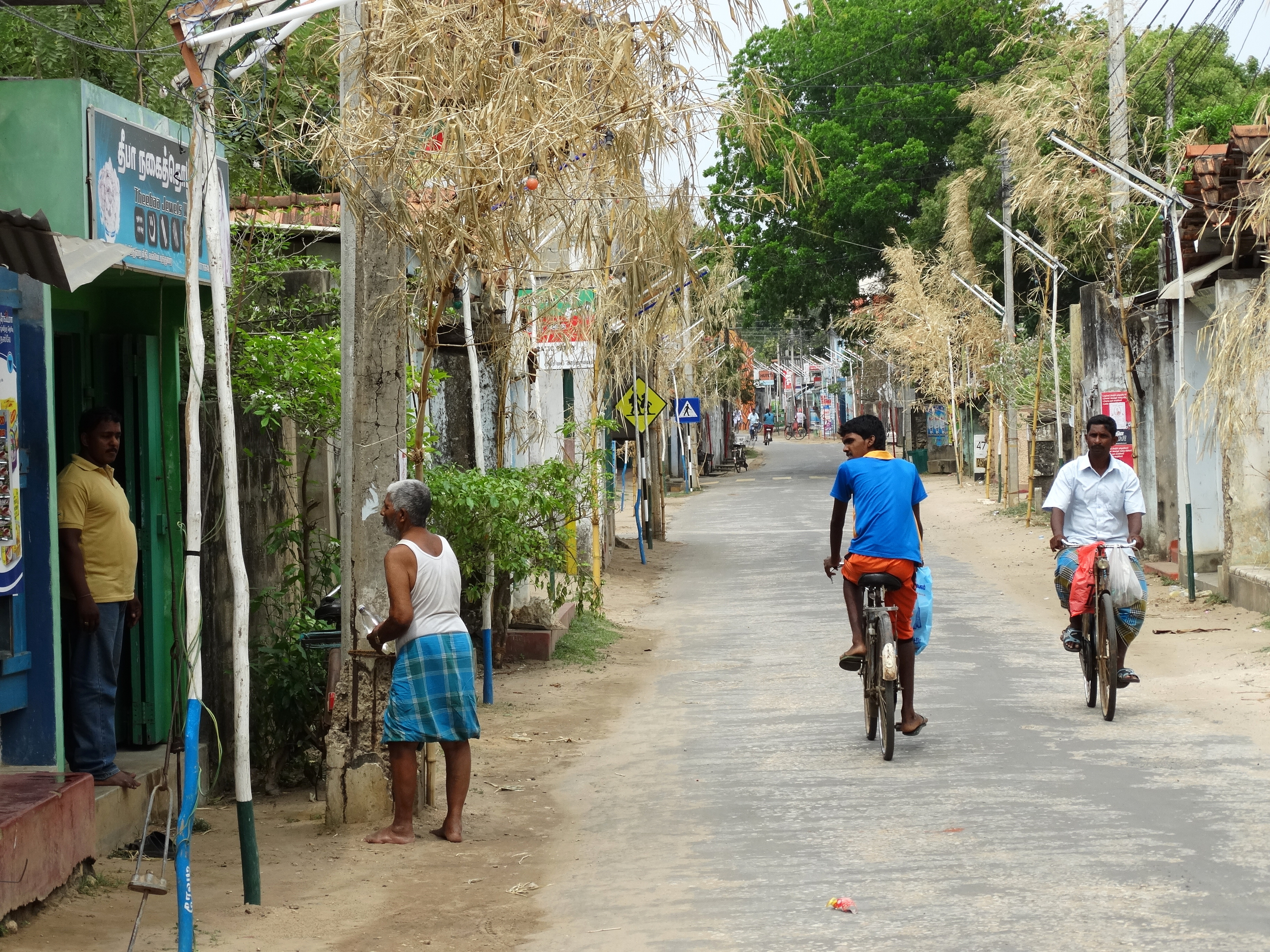
Scène de rue à Valvettithurai en 2014.

Liste des villes de la Province du Nord du Sri Lanka, classées par ordre alphabétique.

## A
Aayili, Adampan, Alampil, Alvai, Alaveddi, Achchankulam, Achelu, Achchuveli, Adaichakal, Adukkalamoddai, Adampam, Adampan, Adampanai, Adampantalvu, Adappankulam, Adiyakulam, Aiyamperumal, Akattikkulam, Allaippiddi, Analativu, Annangkai, Amichchi Kulam, Aiyanaar Koayiladi, Aiyanaar puram, Aiyanaar-puram, Aiyan koayil Gramam, Aiyan Kulam, Aliyawalai,

## C
Chankanai, Changanacherry, Chaalampan, Chaavatkaddu, Chaalampaik Kulam, Chamalang Kulam, Chinnach Chaalampan, Chavakacheri, Cheddikulam, Chunnakam, Colombuthurai, Cheddi Kulam,  Chiraampiyadi, Chiththira Meazhi

## E
Eluvaitivu, Elephant Pass

## I
Inuvil, Ilavali, Iranamadu

## J
Jaffna

## K
Kaathaliyaar Chamalang kulam, Kaaraiththoor, Kanchanthoo, Kachchai, Kaithady, Kalladi, Kantharmadam, Kantharodai, Kankesanthurai, Kanakarayankulam, Kapputhoor Veli, Karainagar, Karaveddy, Karampanthoor, Karanthai Vaddavaan,  Karaitivu, Karunkandalvannakulam, Kayts, Kerudavil, Kea Thoovu, Kilinochchi, Kokavil, Kokkuvil, Kokkilai, Kokkuthoduvai, Kondavil, Kopay, Kovalam, Kullapam Kulam, Kuppilankulam, Kuppilan Kurichy

## M
Maankulam, Madhu, Mallavi, Manalkadu, Mandativu, Manipay, Mankulam, Mannar, Meththanveli, Mirusuvil, Mullaitivu, Mulliyawalai, Myliddy,
Manadkaadu, Madduvil, Manthuvil, Mandaan

## N
Nallur, Nanaddan, Nedunkeni, Nagar Kovil, Nelliyady, Nilavarai, Ńaddankandal, Nelliady

## O
Oddusuddan, Omanthai, Olumadu,

## P
Paapamkulam, Pachilaipalli, Padaraveli, Pandatharippu, Pandiyankulam, Palali, Palampiddi, Parangkich Chaalampan, Point Pedro (Paruththithurai), Paranthan, Periya Chaalampan, Pesalai, Periya Puliyangkulam, Periya Pollachi, Pollachi, Perumkulam, Paranthen Kerni, Pooneryn, Puliyankulam, Puthukkudiyiruppu, Parayanalankulam, Pungudutivu, Puttur, Puthunagaram, Panamkamam,
Panadura

## S
Sandilipay, Sillalai, Suthumalai, Sugandipuram

## T
Tachchankulam, Taddamalai, Taddankulam, Tadduvankoddi, Thaddankulam, Thaiyiddi, Thalaiady, Talaimannar, Thalladi, Thaalvupadu, Thamaraivillu, Thampa Gramam, Thampalai, Thampalakad, Thampanaikkulam, Thampanaikkulam East, Thampattai Muthalikkattu, Thanankilappu, Tanakkankulam, Thaandikkulam, Tanduvan, Thankodai, Tanmakkerni, Thannipavilan Kudiyiruppu, Thanneer Uttu, Thaantalkulam, Tharakundu, Tharanikkulam, Thavadi, Thavalai Iyattalai, Thavasikulam, Thavasiyakulam, Thavasiyur, Thayilan Kudiyiruppu, Thandikkulam, Tellippalai, Thunukkai, Thunnalai, Tharmapuram, Thekilpadantan, Thekkuluthu, Telliyankudiyiruppu, Thennamaravadi, Thenniyankulam, Thaentookki, Thaenudaiyan, Thanakkarukurichchi, Tharmakundu, Thatchchanthoppu, Thattantotam, Thevanpaddi, Thikkam, Thikkoddaimadu, Thimilarmadam, Terankandal, Therumurikandi, Thettakkuli,  Thettavadimarutankulam,  Tirunelveli East, Tirunelveli West, Tirunelveli, Thiruvadinilayam, Thiruvaiyaru Thottakadu, Tholakaddy, Thondaimanaru, Thoppu, Thullukudi Kudiyiruppu, Thumpalai, Thumpankerni, Thunnalai, Thunavy, Thuvarankerni

## U
Udaiyadi, Udayarsamalankulam, Udumbagal, Udaiyarthurai, Udupattukkandal, Udupiddy, Uduthurai, Uduvil, Uduveli, Ukkulankulam, Ulukkulam, Uluvaneri, Umaneri, Umayartuvarankulam, Unchalkaddi, Upparu, Uppukkulam, Upputtaravai, Umayaalpuram,  Urani, Urelu, Uriyan, Urumpirai, Urvanikanpattu, Usan, Uthiravengai, Uthuvayankulam, Uttukkulam, Uvari, Uvarkkulam, Uvayatikulam, Uyarapulam, Uyilankulam, Uyilankulam, Mannar

## V
Vaddukoddai, Vadduvakallu, Vadakadu, Vaddakkachchi, Vaddakkandal, Vaddukkoddai East, Vaddukkoddai West, Vairandakaddukulam, Vaiyakkarai, Vakkappaddankandal-Metpuliyankulam, Valaiyakadu, Valayanmadam, Valalai, Vallai, Vallan, Valliyappalai, Vallipuram, Valantalai, Valappadu, Valveddi, Valvettiturai, Valigramam, Vanchiyankulam, Vanchiyankulam Mavilankeni, Vankalai, Vankalaikkulam, Vannakulam, Vannakulam, Mannar, Vannakulam West, Vannamarutankulam, Vannamoddai, Vannankeni, Vannankulam, Vannankulam, Jaffna, Vannanpuliyankulam, Vannansinnakkulam, Vannarpannai, Vannarpannai North West, Vannarpannai South East, Vannarpannai South West, Vannivilankulam, Vannichchiyatidal, Vanniyanmadu, Vairava Pulo Kulam, Vannikulam, Varani, Varanilvattalai, Variveli, Vairavarpuliyankulam, Varuthalaivilan, Vasavilan, Vatharaveddai, Vattirayan, Vathiri, Vattappalai, Vavunikulam, Vavuniya, Vavuniyanperiyakulam, Vayittiyankudiyiruppu,  Vedamakilankulam, Veddaiyadaippu, Veddayamurippu, Veddukkadu, Vedivaittakallu, Veeman Gramam, Viramanikkatevanturai, Velakulam, Velanai, Velankulam, Velankulam, Vavuniya, Velarchinnakkulam, Velikkandal, Velikkulam, Vellai, Vellalakaddu, Vellampakkaddy, Vellamullivaikal, Vellankulam, Vempootukeni, Veppankulam, Veppankulam South, Veravil, Vettilaikkerni, Vettaimakkalkudiyiruppu, Vidattalkaddusinnakulam, Vidattalpalai, Vidattaltivu, Vidaththal-Pazhai, Vidaththal-Munai, Vidaththal-kaddu chinnak-kulam, Vilan, Vilathikulam, Villamparuku, Vimankallu, Vira Manikkatevan Turai, Viyaddikkulam, Viyaparimulai, Viyayadippannai